# Série de championnat de la Ligue nationale de baseball 2004
La Série de championnat de la Ligue nationale de baseball 2004 était la série finale de la Ligue nationale de baseball, dont l'issue a déterminé le représentant de cette ligue à la Série mondiale 2004, la grande finale des Ligues majeures.
Cette série quatre de sept débute le mercredi 13 octobre 2004 et se termine le jeudi 21 octobre par une victoire des Cardinals de Saint-Louis, quatre victoires à trois sur les Astros de Houston. 

## Équipes en présence

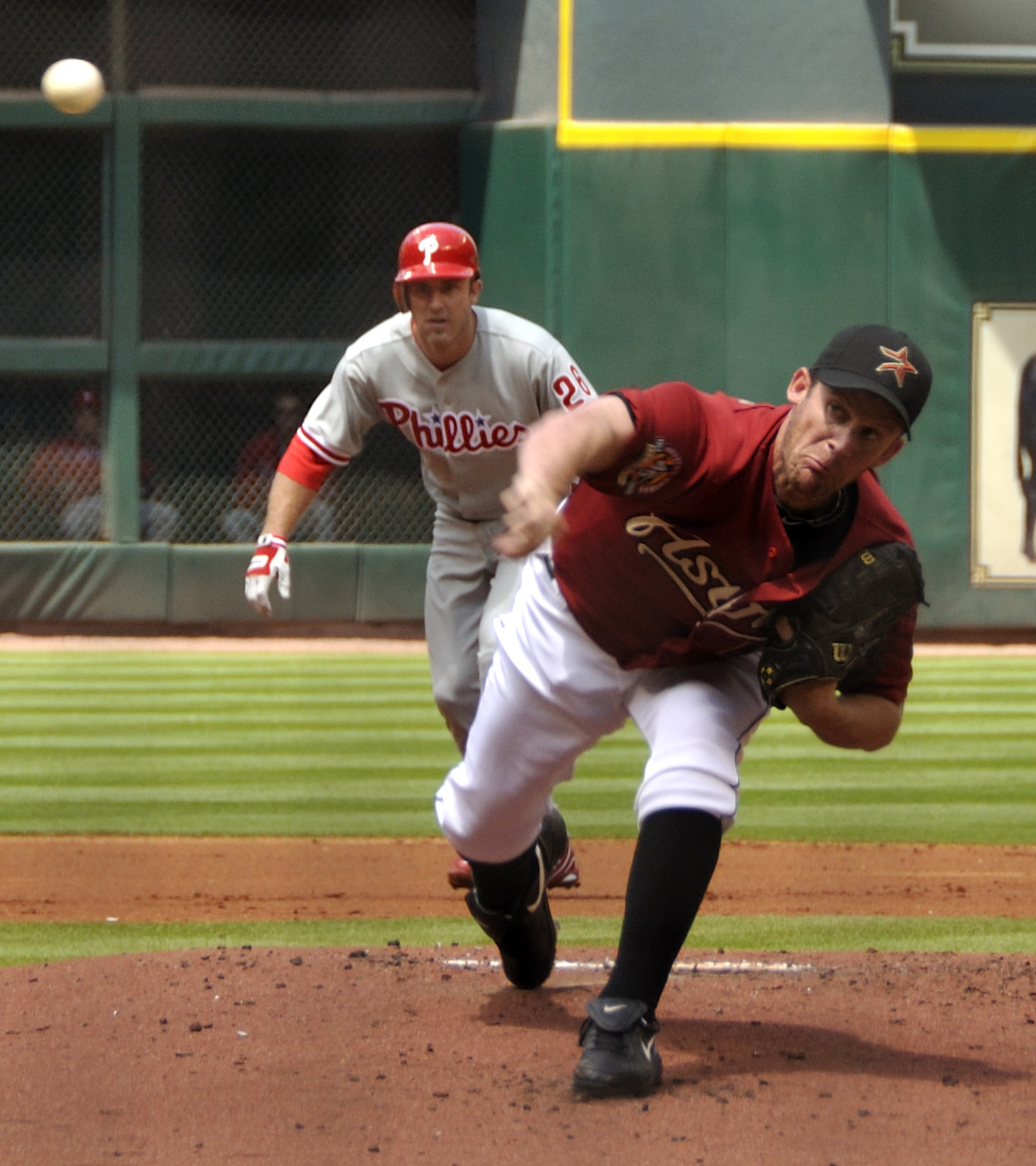
Roy Oswalt connaît en 2004 une première saison de 20 victoires.

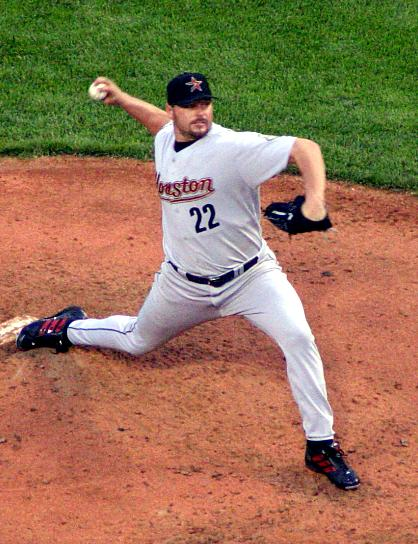
Roger Clemens remporte le trophée Cy Young en 2004.

Puissance offensive qui domine la Ligue nationale pour les points marqués et les coups sûrs en saison régulière 2004, les Cardinals de Saint-Louis remportent le championnat de la division Centrale avec 105 victoires contre 57 défaites, la meilleure fiche de tout le baseball. Ce n'est qu'une victoire de moins que leur record de franchise établi en 1942 et il s'agit de leur meilleure saison depuis 1944, alors qu'ils avaient également remporté 105 matchs. Les Cardinals effectuent un retour en éliminatoires après avoir raté la qualification en 2003 et remportent trois victoires contre une la série de première ronde qui les oppose aux Dodgers de Los Angeles, champions de la section Ouest avec 93 gains et 69 revers.
Les Astros de Houston terminent second dans la division Centrale, loin derrière les Cardinals qui les devancent de 13 parties au dernier jour de la saison régulière, mais avec un dossier victoires-défaites fort respectable de 92-70. Opposés en Série de divisions aux toujours dangereux Braves d'Atlanta (96-66), une fois plus champions dans l'Est, Houston l'emporte dans la limite de cinq parties pour passer en Série de championnats face à leurs rivaux de division.
Les Cardinals sont menés à l'attaque par Albert Pujols, auteur de 46 circuits et 123 points produits durant une saison où il mène tout le baseball majeur pour le total de buts (389) pour une seconde année consécutive. Les Astros ne sont pas en reste avec cinq joueurs ayant claqué au moins 20 longues balles durant l'année, Lance Berkman ayant été le meneur avec 30, et un solide personnel de lanceurs partants dirigés par Roy Oswalt et Roger Clemens, vainqueurs de 20 et 18 parties respectivement en 2004. Obtenu sur le marché des agents libres avant le début de la saison 2004, Clemens remporte d'ailleurs cette année-là le trophée Cy Young du meilleur lanceur de la Ligue nationale, alors que son collègue Oswalt termine troisième du vote tenu pour décerner cette prestigieuse récompense.
Houston, qui n'a jamais joué en Série mondiale avant 2005, accède en 2004 à la Série de championnat pour la troisième fois seulement en 43 années d'existence, et pour la première fois depuis 1986.

## Déroulement de la série

### Calendrier des rencontres
| Match | Date       | Visiteur                 | Hôte                     | Score              |
| ----- | ---------- | ------------------------ | ------------------------ | ------------------ |
| 1     | 13 octobre | Astros de Houston        | Cardinals de Saint-Louis | 7 - 10             |
| 2     | 14 octobre | Astros de Houston        | Cardinals de Saint-Louis | 4 - 6              |
| 3     | 16 octobre | Cardinals de Saint-Louis | Astros de Houston        | 2 - 5              |
| 4     | 17 octobre | Cardinals de Saint-Louis | Astros de Houston        | 5 - 6              |
| 5     | 18 octobre | Cardinals de Saint-Louis | Astros de Houston        | 0 - 3              |
| 6     | 20 octobre | Astros de Houston        | Cardinals de Saint-Louis | 4 - 6 (12 manches) |
| 7     | 21 octobre | Astros de Houston        | Cardinals de Saint-Louis | 2 - 5              |

### Match 1
Mercredi 13 octobre 2004 au Busch Memorial Stadium, Saint-Louis, Missouri.
| Astros de Houston | 2 | 0 | 0 | 2 | 0 | 0 | 0 | 2 | 1 | 7  | 10 | 1 |
| Cardinals de Saint-Louis | 2 | 0 | 0 | 0 | 2 | 6 | 0 | 0 | X | 10 | 12 | 0 |
| Lanceurs partants : HOU : Brandon Backe STL : Woody Williams Vic. : Woody Williams (1-0) Déf. : Chad Qualls (0-1) Sauv. : Jason Isringhausen (1) HRs : HOU : Lance Berkman (1), Jeff Kent (1), Mike Lamb (1), Carlos Beltrán (1) STL : Albert Pujols (1) |   |   |   |   |   |   |   |   |   |    |    |   |

### Match 2
Jeudi 14 octobre 2004 au Busch Memorial Stadium, Saint-Louis, Missouri.
| Astros de Houston | 1 | 0 | 0 | 1 | 1 | 0 | 1 | 0 | 0 | 4 | 10 | 1 |
| Cardinals de Saint-Louis | 0 | 0 | 0 | 0 | 4 | 0 | 0 | 2 | X | 6 | 9  | 0 |
| Lanceurs partants : HOU : Pete Munro STL : Matt Morris Vic. : Julián Tavárez (1-0) Déf. : Dan Miceli (0-1) Sauv. : Jason Isringhausen (2) HRs : HOU : Morgan Ensberg (1), Carlos Beltrán (2), STL : Albert Pujols (2), Scott Rolen (1, 2) |   |   |   |   |   |   |   |   |   |   |    |   |

### Match 3
Samedi 16 octobre 2004 au Minute Maid Park, Houston, Texas.
| Cardinals de Saint-Louis | 1 | 1 | 0 | 0 | 0 | 0 | 0 | 0 | 0 | 2 | 5 | 0 |
| Astros de Houston | 3 | 0 | 0 | 0 | 0 | 0 | 0 | 2 | X | 5 | 8 | 0 |
| Lanceurs partants : STL : Jeff Suppan HOU : Roger Clemens Vic. : Roger Clemens (1-0) Déf. : Jeff Suppan (0-1) Sauv. : Brad Lidge (1) HRs : STL : Jim Edmonds (1), Larry Walker (1) HOU : Lance Berkman (2), Jeff Kent (2), Carlos Beltrán (3) |   |   |   |   |   |   |   |   |   |   |   |   |

### Match 4
Dimanche 17 octobre 2004 au Minute Maid Park, Houston, Texas.
| Cardinals de Saint-Louis | 3 | 0 | 1 | 1 | 0 | 0 | 0 | 0 | 0 | 5 | 9 | 0 |
| Astros de Houston | 1 | 0 | 2 | 0 | 0 | 2 | 1 | 0 | X | 6 | 9 | 0 |
| Lanceurs partants : STL : Jason Marquis HOU : Roy Oswalt Vic. : Dan Wheeler (1-0) Déf. : Julián Tavárez (1-1) Sauv. : Brad Lidge (2) HRs : STL : Albert Pujols (3) HOU : Lance Berkman (3), Carlos Beltrán (4), |   |   |   |   |   |   |   |   |   |   |   |   |

### Match 5
Lundi 18 octobre 2004 au Minute Maid Park, Houston, Texas.
| Cardinals de Saint-Louis | 0 | 0 | 0 | 0 | 0 | 0 | 0 | 0 | 0 | 0 | 1 | 0 |
| Astros de Houston | 0 | 0 | 0 | 0 | 0 | 0 | 0 | 0 | 3 | 3 | 3 | 0 |
| Lanceurs partants : STL : Woody Williams HOU : Brandon Backe Vic. : Brad Lidge (1-0) Déf. : Jason Isringhausen (0-1) HRs: HOU : Jeff Kent (3) |   |   |   |   |   |   |   |   |   |   |   |   |

### Match 6
Mercredi 20 octobre 2004 au Busch Memorial Stadium, Saint-Louis, Missouri.
| Astros de Houston | 1 | 0 | 1 | 1 | 0 | 0 | 0 | 0 | 1 | 0 | 0 | 0 | 4 | 10 | 0 |
| Cardinals de Saint-Louis | 2 | 0 | 2 | 0 | 0 | 0 | 0 | 0 | 0 | 0 | 0 | 2 | 6 | 15 | 0 |
| Lanceurs partants : HOU : Pete Munro STL : Matt Morris Vic. : Julián Tavárez (2-1) Déf. : Dan Miceli (0-2) HRs : HOU : Mike Lamb (2) STL : Albert Pujols (4), Jim Edmonds (2) |   |   |   |   |   |   |   |   |   |   |   |   |   |    |   |

### Match 7
Jeudi 21 octobre 2004 au Busch Memorial Stadium, Saint-Louis, Missouri.
| Astros de Houston | 1 | 0 | 1 | 0 | 0 | 0 | 0 | 0 | 0 | 2 | 3 | 0 |
| Cardinals de Saint-Louis | 0 | 0 | 1 | 0 | 0 | 3 | 0 | 1 | X | 5 | 9 | 1 |
| Lanceurs partants : HOU : Roger Clemens STL : Jeff Suppan Vic. : Jeff Suppan (1-1) Déf. : Roger Clemens (1-1) Sauv. : Jason Isringhausen (3) HRs : HOU : Craig Biggio (1) STL : Scott Rolen (3) |   |   |   |   |   |   |   |   |   |   |   |   |

## Joueur par excellence

Albert Pujols.

La vedette des Cardinals de Saint-Louis, Albert Pujols, est nommé joueur par excellence de la Série de championnat 2004 de la Ligue nationale de baseball. Il affiche durant la série de sept matchs contre Houston une moyenne au bâton de ,500 grâce à 14 coups sûrs en 28 présences officielles à la plaque. Avec six coups sûrs de plus d'un but (deux doubles et quatre coups de circuit), sa moyenne de puissance s'élève à 1,000. Pujols produit dix points et en marque neuf. Il reçoit aussi quatre buts-sur-balles, ce qui hausse son pourcentage de présence sur les buts à ,563.
Dans le deuxième match de la série, il frappe un circuit en solo en fin de huitième manche pour briser une égalité de 4-4 et donner une avance d'un point aux Cardinals, qui l'emporte 6-4 avec le circuit que Scott Rolen claque immédiatement après Pujols. Dans l'ultime match de la série, son double contre Roger Clemens fait marquer Roger Cedeño pour niveller la marque, et Pujols croise lui-même le marbre sur le circuit de Rolen qui donne définitivement l'avance à Saint-Louis.